# Pillsbury (Dakota del Norte)
Pillsbury es una ciudad ubicada en el condado de Barnes en el estado estadounidense de Dakota del Norte. En el censo de 2010 tenía una población de 12 habitantes y una densidad poblacional de 18,03 personas por km².

## Geografía
Pillsbury se encuentra ubicada en las coordenadas 47°12′26″N 97°47′45″O / 47.20722, -97.79583. Según la Oficina del Censo de los Estados Unidos, Pillsbury tiene una superficie total de 0.67 km², de la cual 0.67 km² corresponden a tierra firme y (0%) 0 km² es agua.

## Demografía
Según el censo de 2010, había 12 personas residiendo en Pillsbury. La densidad de población era de 18,03 hab./km². De los 12 habitantes, Pillsbury estaba compuesto por el 100% blancos, el 0% eran afroamericanos, el 0% eran amerindios, el 0% eran asiáticos, el 0% eran isleños del Pacífico, el 0% eran de otras razas y el 0% pertenecían a dos o más razas. Del total de la población el 0% eran hispanos o latinos de cualquier raza.